# Окланд класик 2010 — појединачно
АСБ класик Окланд (енгл. ASB Classic Auckland) је други професионална ВТА тениски турнир у 2009. године, који се одржао двадсетпети пут у Окланду, Нови Зеланд од 4. јануара до 9. јануара. Играо се на отвореним теренима АСБ тенис центра, са тврдом подлогом. Играле су 32 тенисерке из 17 земаља, од који је 5 било из Француске.
Прошлогодишња победница руска тенисерка Јелена Дементјева није бранила титулу, јер је у исто време учествовала у репрезентацији Русије у Хопман купу.
Победница је Белгијанка Јанина Викмајер која је у финалу поразила Италијанку Флавију Пенету са 2:0 (6:3, 6:2).

## Списак носилаца
| # | Име                                | Резултат успешности | Резултат успешности                |
| - | ---------------------------------- | ------------------- | ---------------------------------- |
| 1 | Флавија Пенета Италија (12)        | Финале              | Јанина Викмајер Белгија (3)        |
| 2 | Ли На Кина (15)                    | 1. коло             | Каја Канепи Естонија (58)          |
| 3 | Јанина Викмајер Белгија (16) (ВК)  | Победник            | Флавија Пенета Италија (12)        |
| 4 | Франческа Скјавоне Италија (17)    | полуфинале          | Флавија Пенета Италија (1)         |
| 5 | Виржини Разано Француска (19)      | 2. коло             | Камико Дате Крум Јапан (ВК) (69)   |
| 6 | Јелена Веснина Русија (23)         | 2. коло             | Ализе Корне Француска (49)         |
| 7 | Араван Резај Француска (25)        | 2. коло             | Доминика Цибулкова Словачка (28)   |
| 8 | Анабел Медина Гаригес Шпанија (27) | 1. коло             | Магдалена Рибарикова Словачка (44) |

Број у загради означава рејтинг тенисерке са ВТА листе од 28. децембра 2009.

## Резултати

### Прво коло
4. и 5. јануар 2010.
| бр. меча | 1. играчица                           | Резултат      | 2. играчица                      |
| -------- | ------------------------------------- | ------------- | -------------------------------- |
| 1.       | Флавија Пенета Италија (1)            | 6:2, 6:4      | Џил Крејбас Сједињене Државе     |
| 2.       | Карла Суарез Наваро Шпанија           | 6:4, 7:5      | Едина Галович Румунија КВ        |
| 3.       | Александра Дулгеру Румунија           | 0:6, 3:6      | Доминика Цибулкова Словачка      |
| 4.       | Жили Коан Француска                   | 4:6,3:6       | Араван Резај Француска (7)       |
| 5.       | Франческа Скјавоне Италија (4)        | 6:2, 6:3      | Стефани Коен Алоро Француска КВ  |
| 6.       | Стефани Вогел Немачка                 | 7:5, 1:6, 5:7 | Сања Мирза Индија                |
| 7.       | Ализе Корне Француска                 | 6:4, 6:3      | Марина Ераковић Нови Зеланд (ВК) |
| 8.       | Алберта Бријанти Италија              | 1:6, 4:6      | Јелена Веснина Русија (6)        |
| 9        | Виржини Разано Француска (5)          | 7:5, 6:4      | Моника Никулеску Румунија КВ     |
| 10.      | Ана Чакветадзе Русија                 | 1:6, 2:6      | Камико Дате Крум Јапан (ВК)      |
| 11.      | Елена Балтача Уједињено Краљевство КВ | 2:6, 2:6      | Јоана Ралука Олару Румунија      |
| 12.      | Јулија Гергес Немачка                 | 3:6, 5:7      | Јанина Викмајер Белгија (3) (ВК) |
| 13.      | Анабел Медина Гаригес (8)             | 2:6, 3:6      | Магдалена Рибарикова Словачка    |
| 14.      | Шахар Пер Израел                      | 7;5, 6:3      | Полона Херцог Словенија          |
| 15.      | Малек Татјана Немачка                 | 2:6, 3:6      | Марија Кириленко Русија          |
| 16.      | Каја Канепи Естонија                  | 6:1, 6:3      | Ли На Кина (2)                   |

Број у загради иза имена је број носиоца,
КВ - из квалификација
ВК - Вајлд кард
ЛЛ - Лаки лузер

## Друго коло
5. и 6. јануар
| бр. меча | 1. играчица                    | Резултат      | 2. играчица                      |
| -------- | ------------------------------ | ------------- | -------------------------------- |
| 1.       | Флавија Пенета Италија (1)     | 6:2, 6:2      | Карла Суарез Наваро Шпанија      |
| 2.       | Доминика Цибулкова Словачка    | 6:3, 6:4      | Араван Резај Француска (7)       |
| 3.       | Франческа Скјавоне Италија (4) | 6:0, 6:3      | Сања Мирза Индија                |
| 4.       | Ализе Корне Француска          | 6:1, 6:1      | Јелена Веснина Русија (6)        |
| 5.       | Виржини Разано Француска (5)   | 6:3, 3:6, 2:6 | Камико Дате Крум Јапан (ВК)      |
| 6.       | Јоана Ралука Олару Румунија    | 2:6, 2:6      | Јанина Викмајер Белгија (3) (ВК) |
| 7.       | Магдалена Рибарикова Словачка  | 1:6, 0:6      | Шахар Пер Израел                 |
| 8.       | Марија Кириленко Русија        | 6:2,6:3       | Каја Канепи Естонија             |

## Четвртфинале
7. јануар
| бр. меча | 1. играчица                    | Резултат      | 2. играчица                      |
| -------- | ------------------------------ | ------------- | -------------------------------- |
| 1.       | Флавија Пенета Италија (1)     | 6:1, 6:2      | Доминика Цибулкова Словачка      |
| 2.       | Франческа Скјавоне Италија (4) | 6:2, 6:3      | Ализе Корне Француска            |
| 3.       | Камико Дате Крум Јапан (ВК)    | 2:6, 2:6      | Јанина Викмајер Белгија (3) (ВК) |
| 4.       | Шахар Пер Израел               | 6:0, 3:6, 6:1 | Марија Кириленко Русија          |

## Полуфинале
8. јануар
| бр. меча | 1. играчица                      | Резултат | 2. играчица                    |
| -------- | -------------------------------- | -------- | ------------------------------ |
| 1.       | Флавија Пенета Италија (1)       | 6:3, 6:0 | Франческа Скјавоне Италија (4) |
| 3.       | Јанина Викмајер Белгија (3) (ВК) | 6:4, 7:5 | Шахар Пер Израел               |

## Финале
9. јануар
| бр. меча | 1. играчица                | Резултат | 2. играчица                      |
| -------- | -------------------------- | -------- | -------------------------------- |
| 1.       | Флавија Пенета Италија (1) | 3:6, 2:6 | Јанина Викмајер Белгија (3) (ВК) |